# フランシス・プランケット

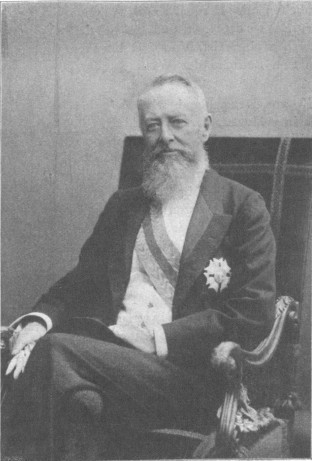
フランシス・プランケット

サー・フランシス・リチャード・プランケット（Sir Francis Richard Plunkett、GCMG、GCB、GCVO、枢密顧問官、1835年2月3日 - 1907年2月28日）は、アイルランド生まれのイギリスの外交官。1884年から1887年まで駐日英国公使を務めた。

## 生涯
アイルランド貴族の第9代フィンゴール伯アーサー・プランケット (Arthur Plunkett, 9th Earl of Fingall) の六男として、ミーズ県コーバルトン・ホールに生まれた。バーミンガムのオスコット地区にあるセント・メアリー・ローマン・カトリック・カレッジ (St Mary's College, Oscott) で教育を受け、1855年にミュンヘンの公使館員に任命された。その後、ナポリ、ハーグ、マドリッド、サンクトペテルブルク、コペンハーゲン、ウィーン、ベルリン、フィレンツェで勤務し、1873年に日本公使館の一等書記官となる。さらに1876年に日本を離れると、サンクトペテルブルク、イスタンブール、パリで外交書記官を務めた後、1883年にハリー・パークスの後任として駐日公使に任命され、1884年3月に香港を経由して東京に着任した。1887年8月にストックホルムへ転任となり、1893年からブリュッセル公使を務め、1900年にはウィーン大使となると同時に枢密顧問官に任命された。1907年にパリで死去。

## 駐日公使としての働き
駐日公使在任以前から日本では西洋列強との不平等条約撤廃の世論が高まっており、さらに在任中の1886年にはイギリス船籍の貨物船によるノルマントン号事件が起きている。居留地のイギリス商人は領事裁判権の継続を望んでいたが、プランケットは条約改訂に柔軟な姿勢を見せ、商人たちとの対立を招いた。また、知人であったドイツ公使のフォン・ホルレーベンとは共に条約改正会議の合同覚書を提出するなど不平等条約の改訂に向けて協調する一方、伊藤博文や青木周蔵ら日本政府の要人がドイツよりの政策をとっていることへの抗議を行った。
結果として、プランケットの在任中に不平等条約の問題が解決されることはなかったが、元イギリス駐日大使のサー・ヒュー・コータッツィは「失敗は彼の責任ではなく、日英関係に対する彼の貢献は記録に留める価値がある」と述べている。外交官としては有能であったが、外交部門の出身であり日本語を修得していないなど、決して東洋の事情に精通していたわけではなかった。1870年に結婚した夫人ともども、社交的かつ紳士的な人柄は赴任した諸国で高く評価されており、1887年に日本を離れる際には居留地の住人や各国公使など多数が見送りに訪れ、ウィーン大使在任中は二重帝国の問題に憂慮を示すなどオーストリア人に受け入れられており、皇帝からも敬意を表されていた。